# Lucas Ekeståhl Jonsson
Lucas Ekeståhl Jonsson (* 25. März 1996 in Stockholm) ist ein schwedischer Eishockeyspieler, der seit November 2023 bei Rögle BK aus der Svenska Hockeyligan unter Vertrag steht und dort auf der Position des Verteidigers spielt. Zuvor war Ekeståhl Jonsson unter anderem in der finnischen Liiga und der Schweizer National League aktiv.

## Karriere
Lucas Ekeståhl Jonsson spielte in seiner Juniorenzeit vier Jahre lang bei IF Björklöven und bei MODO Hockey. In der Saison 2014/15 wurde er von seiner U20-Mannschaft für fünf Spiele an IK Oskarshamn in die zweithöchste schwedische Liga, die HockeyAllsvenskan, ausgeliehen. In den Saisons 2015/16 und 2016/17 spielte er für IF Björklöven in der HockeyAllsvenskan. Danach spielte er zwei Jahre in Finnland für TPS Turku in der höchsten finnischen Spielklasse. Anschließend spielte er ein Jahr für Färjestad BK in der höchsten schwedischen Liga. In der Saison 2020/21 verlor er mit seinem neuen Team, dem Rögle BK, das Finale um die schwedische Meisterschaft. In der Saison 2021/22 gewann er mit Rögle BK die Champions Hockey League. 
Von 2022 bis Ende Oktober 2023 spielte er für den EHC Kloten in der Schweizer National League. Nach der Vertragsauflösung bei den Flughafenstädtern kehrte er Anfang November 2023 in seine Heimat zurück und schloss sich erneut Rögle BK an.

## Erfolge und Auszeichnungen
- 2013 Schwedischer U18-Junioren-Vizemeister mit MODO Hockey
- 2014 Schwedischer U18-Junioren-Meister mit MODO Hockey
- 2021 Schwedischer Vizemeister mit Rögle BK
- 2022 Champions-Hockey-League-Gewinn mit Rögle BK

## Karrierestatistik
Stand: Ende der Saison 2021/22
(Legende zur Spielerstatistik: Sp oder GP = absolvierte Spiele; T oder G = erzielte Tore; V oder A = erzielte Assists; Pkt oder Pts = erzielte Scorerpunkte; SM oder PIM = erhaltene Strafminuten; +/− = Plus/Minus-Bilanz; PP = erzielte Überzahltore; SH = erzielte Unterzahltore; GW = erzielte Siegtore; 1 Play-downs/Relegation; Kursiv: Statistik nicht vollständig)